# Johnny Cecotto, Jr.
Johnny Amadeus Cecotto, conhecido por Johnny Cecotto, Jr. (Augsburgo, 9 de setembro de 1989) é um piloto de automobilismo venezuelano de origem alemã. Ele compete com uma licença venezuelana, mas tem nacionalidade alemã e venezuelana.
É filho do ex-motociclista e ex-piloto de Fórmula 1, Johnny Cecotto. Entre 2009 e 2016, ele competiu na GP2 Series, e em 2017, na temporada inaugural do Campeonato de Fórmula 2 da FIA.

## Ligações externa
- «Sítio oficial» (em espanhol)
- Johnny Cecotto, Jr. no X
- Resumo da carreira de Johnny Cecotto, Jr. em DriverDB.com